# LDS (biltillverkare)
LDS var en sydafrikansk formelbiltillverkare som gjorde bilar åt ett par privata formel 1-stall som tävlade i Sydafrikas Grand Prix under 1960-talet.
Konstruktören, som hette Louis Douglas Serrurier och vars initialer blev tillverkarens namn, tävlade även själv. LDS bilar Mk1 och Mk2 var baserade på Coopers design och Mk3 på Brabhams BT11.

## F1-säsonger
| Säsong | Stall         | Bil      | Motor             | Däck | Poäng | VM-plac. | Förare           |
| ------ | ------------- | -------- | ----------------- | ---- | ----- | -------- | ---------------- |
| 1962   | Otello Nucci  | LDS Mk2  | Alfa Romeo 1.5 L4 | D    | -     | 9:a      | Doug Serrurier   |
| 1963   | Otello Nucci  | LDS Mk1  | Alfa Romeo 1.5 L4 | D    | -     | 9:a      | Doug Serrurier   |
| 1963   | Sam Tingle    | LDS Mk2  | Alfa Romeo 1.5 L4 | D    | -     | 9:a      | Sam Tingle       |
| 1965   | Otello Nucci  | LDS Mk1  | Climax 1.5 L4     | -    | -     | 9:a      | Doug Serrurier   |
| 1965   | Sam Tingle    | LDS Mk2  | Alfa Romeo 1.5 L4 | D    | -     | 9:a      | Sam Tingle       |
| 1965   | Team Pretoria | LDS Mk1  | Alfa Romeo 1.5 L4 | -    | -     | 9:a      | Jackie Pretorius |
| 1967   | Sam Tingle    | LDS Mk3B | Climax 2.8 L4     | -    | -     | 12:a     | Sam Tingle       |
| 1968   | Team Gunston  | LDS Mk3B | Repco 3.0 V8      | -    | -     | 11:a     | Sam Tingle       |